# Abell 2029
 (mars 2025).
Si vous disposez d'ouvrages ou d'articles de référence ou si vous connaissez des sites web de qualité traitant du thème abordé ici, merci de compléter l'article en donnant les références utiles à sa vérifiabilité et en les liant à la section « Notes et références ».
Abell 2029 est un superamas de galaxies (type cD galaxy) dans la constellation du Serpent à la frontière de la constellation de la Vierge.
Abell 2029 comprend plusieurs milliers de galaxies.
En son centre se trouve la galaxie IC 1101 classée E3 et que certains ont classée S0 (galaxie lenticulaire). À elle seule, elle émet 25 % de l'ensemble la lumière émise par les galaxies de cet amas. IC 1101 est à ce jour la plus grande galaxie connue de l'univers ainsi que l'une des plus brillantes dans l'absolu.